# Осокорівська культура
Осокорівська культура, Осокорівсько-рогалицька культура — група археологічних пам'яток заключної давньокам'яної доби.
Пам'ятки культури пов'язані з епіграветською технологічною традицією.
Пам'ятки осокорівської культури зосереджені в степовому межиріччі Південного Бугу і Сіверського Дінця. Район поширення пам'яток осокорівської культури ймовірно охоплює Північне Поозів'я, де середньокам'яна доба недостатньо вивчена.

## Дослідження
Перше припущення про окрему культуру на основі стоянки Рогалик-1 висловив В. Н. Станко у 1972 році. Проте він відриві її окремо від пам'яток типу Осокорівка. Типологічна єдність матеріальної культури Осокорівки (шар 3в) й стоянок у хутору Рогалик підтвердилася після відкриття й розкопок стоянки Рогалік-2 у 1976 році.

## Пам'ятки
У Надпоріжжі відомі стоянки Осокорівка шари V-а та III-в, Сурський острів, Ямбург; на Сіверодонеччині - Рогалик-I, -II, -IV й -XII та Передільське-I; на Нижній Наддніпрянщині - Каїри та Каховка.
Найбільш виразними культурними комплексами є верхні шари Осокорівки у Надпоріжжі та Рогалик-1, -2 на Сіверодонеччині.
Інші пам'ятки: Капустяна Балка, Василівка-Прогон, Леонтіївка, Царинка.
В українській північній Наддніпрянщині матеріальній культурі осокорівської культури та її часу, очевидно відповідає Кирилівська стоянка у Києві.

### Осокорівка
Найбільш повне уявлення про характер пам'яток осокорівського-рогалицького типу дали розкопки осокорівської стоянки у 1931 й 1944 роках, де виділяється шість основних археологічних горизонтов кінцево-давньокам'яної (шари 4-6) й середньокам'яної (шари 1-3) добу. Найбагатші знахідки дав ранньосередньокам'яний шар 3в.

#### Житла
На Осокорівській стоянці зафіксовані залишки п'яти наземних жител округлой форми розташовані по колу 20-22 м у поперечнику на відстані 5-7 м один від іншого. Площа жител від 12-14 до 30 м2.
Вони мали стовпову конструкцію.
Очевидно, стіни були сплетені з лози і обмазані глиною. У центрі цих споруд розчищені залишки відкритих вогнищ площею 2,5-3,0 м2.
Залишки подібних вогнищ виявлені за межами жител. Всього у шарі 3в зібрано близько 8000 крем'яних виробів. За їх розміщенням І. Ф. Левицькому вдалося простежити місце обробки кременю, й в одному випадку виявлене гранито-гнейсове «ковадло».

### Рогалик
На стоянках Рогалик-1 й Рогалик-2 також виявлені залишки вогнищ, місця обробки кременю з присутністю «ковадл».

## Інвентар
Комплекс крем'яних знарядь характеризується специфічними низькими трапеціями великих розмірів, часто з ретушованою верхньою основою, ланцетоподібними вістрями із затупленим краєм, кінцевими і подвійними скребачками скорочених пропорцій та різцями різних типів на платівках.
Характерною ознакою комплексів осокорівсько-рогалицького типу є поява тут перших великих трапецієподібних виробів на тлі майже суцільної подібності пізньодавньокам'яному вигляду кременю, хоча різцово-скребковий показник тут вже досить низький (0,6). Пластино-відламний показник - вище среднего (2,9), але мікролітічний - низький (0,9). Крем'яні вироби відрізняються відносно великими розмірами. Мікролітичні нуклеуси й пластини майже зовсім відсутні. Основним типом скребка тут є кінцевий на пластині, рідше - на відламку; чимало подвійних скребків на пластинах. Найбільш поширеним типом різця слід вважати бічний на пластині.
Трапеції великих розмірів, подовжені, вигоотовлені з перетинів великих пластин. Окрім того, є вістря у вигляді великих тупоспинників та косі вістря.

### Мистецькі вироби
Вироби мистецтва представлені кам'яною стилізованою жіночою фігуркою із гравіруванням і плиткою з гравірованим жіночим зображенням.
Є прикраси із просвердлених морських черепашок.

## Датування
Датується фінальним плейстоценом і має вік у межах 12—10 тисяч років тому.

## Господарка
Господарство пов'язане з полюванням на тундро-степових стадних тварин: бізона, широкопалого коня, подекуди північного оленя.

## Походження
Ймовірно, осокорівсько-рогалицька культура склалась на місцевій гонцовсько-борщівській пізньодавньокам'яній основі під впливом мікролітичних культур шан-кобинсько-білоліського циклу.

## Насліддя
У пізній середньокам'яній добі на основі осокорівського-рогалицької культури складаються стоянки типу Моспине, Ненаситця та, ймовірно, гребениківської культури.
Як зазначено, для осокорівсько-рогалицьких стоянок характерні великі трапеції, що є єдиними серед геометричних мікролітів. Роль останніх у південних степових стоянках ще більш посилюється у пізній середньокам'яній добі (стоянки Ненаситець, Моспине, Гребеники). Сегментоподібні вироби тут практично повністю відсутні, що дозволяє виділяти ці типи пам'яток в окрему культурно-генетичну групу, що умовно назвивається осокорівсько-рогалицьким циклом трапецій.